# Lactobacillus amylotrophicus
Lactobacillus amylotrophicus è una specie di batterio appartenente alla famiglia delle Lactobacillaceae.